# Phyllops
Phyllops és un gènere de ratpenats de la família dels fil·lostòmids. Conté una espècie vivent, el ratpenat d'ales falcades cubà (P. falcatus), i dues d'extintes, P. silvai i P. vetus. Tant l'espècie actual com les extintes són endèmiques de les Grans Antilles. Es tracta de l'únic gènere de la subtribu Stenodermatina present tant a Cuba com a la Hispaniola, les dues principals illes d'aquest arxipèlag. El crani fa entre 19,2 i 21,5 mm de llargada.